# Barry Altschul
Pour les articles homonymes, voir Altschul.
Barry Altschul est un batteur et percussionniste américain né à New York, dans le Bronx le 6 janvier 1943 dans une famille de musiciens.

## Biographie
Ses premiers instruments sont le piano et la clarinette qu'il abandonne pour la batterie. Tout d'abord autodidacte, il suit l'enseignement de Charlie Persip.
II enregistre tout d'abord avec Paul Bley en 1964 et à de nombreuses reprises, et avec le Jazz Composer's Guild Orchestra, Roswell Rudd, Alan Silva, et joue dans de multiples contextes, en Europe et en Californie.
En 1970-71 il travaille avec Chick Corea et Dave Holland, auquel se joint Anthony Braxton (quartette Circle et disque « Conference of the birds »); puis il travaille essentiellement avec Braxton et Sam Rivers.
En 1976, il enregistre son premier album comme leader "You Can't Name Your Own Tune" et alterne les séjours en Europe et aux États-Unis.
II enregistre (entre autres) avec Paul Bley, Anthony Braxton, Roswell Rudd,  Alan Silva, John Surman, Annette Peacock, Peter Warren, Dave Liebman, Andrew Hill, Julius Hemphill, Pepper Adams, John Lindberg, Kenny Drew, Franco D'Andrea, Yochk’o Seffer, Simon Nabatov, Denis Levaillant, et même avec le bluesman Buddy Guy, Gary Peacock, Glenn Ferris...
Utilisant une grande variété d'accessoires rythmiques à sa batterie, et grâce à un jeu subtil et mobile, à ses relances incessantes, il peut être qualifié de batteur mélodiste.